# Martin Brodeur

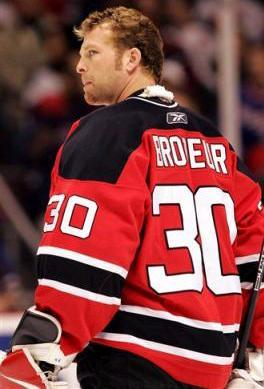

Martin Pierre Brodeur (Montréal, 6 mei 1972) is een Canadees voormalig professioneel ijshockey-goalie. Hij bracht op 28 november 2009 zijn aantal speelminuten in NHL op 60.275 minuten, toen hij als goalie van de New Jersey Devils met 2-1 van de Boston Bruins won. Daarmee kreeg hij het record NHL-speeltijd in handen dat tot dat moment op naam stond van Patrick Roy, die een kleine drie kwartier minder speelde in zijn ijshockeycarrière.
Brodeur debuteerde bij de New Jersey Devils in het seizoen 1991-92 en speelde er zijn gehele NHL-loopbaan, op het laatste seizoen na. In de jeugd speelde hij wel in eigen land voor Saint-Hyacinthe Laser. Ook stalde New Jersey Devils hem in 1992-93 gedurende één seizoen bij de Utica Devils, New Jerseys geleding in de opleidingscompetitie American Hockey League. Sinds Brodeur in 1993-94 weer bij de New Jersey Devils op doel kwam te staan, verdween hij hier niet meer uit en schreef hij meer dan 1250 wedstrijden achter zijn naam. Hij won met de New Jersey Devils drie keer de Stanley Cup en was eenmaal verliezend finalist. Brodeur heeft het record voor het vaakst de nul houden in handen, dat deed hij 125 keer.
Brodeur debuteerde in 1996 voor het Canadese ijshockeyteam. Met de nationale ploeg speelde hij op de wereldkampioenschappen ijshockey 1996 en 2005, de World Cup of Hockey 1996 en 2004 en de Olympische Winterspelen 2002, 2006 en 2010 (hij maakte ook deel uit van de selectie op de Olympische Spelen van 1998, maar maakte toen geen speelminuten). Brodeur werd met het Canadese ijshockeyteam Olympisch kampioen 2002 en Olympisch kampioen 2010.

## Persoonlijke erelijst
- Calder Memorial Trophy (beste rookie) - 1994
- Vezina Trophy (beste goalie) - 2003, 2004, 2007 & 2008
- William M. Jennings Trophy (minste tegentreffers) - 1997 (samen met Mike Dunham), 1998, 2003 (samen met Roman Čechmánek en Robert Esche) & 2004
- Stanley Cup Winnaar - 1995, 2000 & 2003
- NHL All-Rookie Team - 1993/1994
- NHL First All-Star Team - 2002/2003, 2003/2004 & 2006/2007
- Olympisch Goud - 2002 & 2010
- NHL Gescoord als doelverdediger 1996/1997, 1999/2000 & 2012/2013
- World Cup Goud - 2003/2004

## Trivia
- Brodeur heeft een gastrol in de Amerikaanse tekenfilmserie Rocket Power. In de aflevering getield Power Play bezoeken enkele NHL-sterren het Rocket Power-straathockeyteam. Brodeur sprak zelf zijn personage in de serie in. Ook Luc Robitaille en Jeremy Roenick zijn in de aflevering te horen.

## Statistieken
| Seizoen | Club               | Land             | Competitie | Wed. | Win | SV%  | Bijzonderheden                  |
| ------- | ------------------ | ---------------- | ---------- | ---- | --- | ---- | ------------------------------- |
| 1988/89 | Montreal-Bourassa  | Canada           | QAAA       | 27   | 13  | ?    |                                 |
| 1989/90 | St-Hyacinthe Laser | Canada           | QMJHL      | 42   | 32  | ?    |                                 |
| 1990/91 | St-Hyacinthe Laser | Canada           | QMJHL      | 52   | 22  | ?    |                                 |
| 1991/92 | St-Hyacinthe Laser | Canada           | QMJHL      | 48   | 27  | ?    |                                 |
| 1991/92 | New Jersey Devils  | Verenigde Staten | NHL        | 4    | 2   | .822 |                                 |
| 1992/93 | Utica Devils       | Verenigde Staten | AHL        | 32   | 14  | ?    |                                 |
| 1993/94 | New Jersey Devils  | Verenigde Staten | NHL        | 47   | 27  | .915 |                                 |
| 1994/95 | New Jersey Devils  | Verenigde Staten | NHL        | 40   | 19  | .902 | Stanley Cup-winnaar             |
| 1995/96 | New Jersey Devils  | Verenigde Staten | NHL        | 77   | 34  | .911 |                                 |
| 1996/97 | New Jersey Devils  | Verenigde Staten | NHL        | 67   | 37  | .927 |                                 |
| 1997/98 | New Jersey Devils  | Verenigde Staten | NHL        | 70   | 43  | .917 |                                 |
| 1998/99 | New Jersey Devils  | Verenigde Staten | NHL        | 70   | 39  | .906 |                                 |
| 1999/00 | New Jersey Devils  | Verenigde Staten | NHL        | 72   | 43  | .910 | Stanley Cup-winnaar             |
| 2000/01 | New Jersey Devils  | Verenigde Staten | NHL        | 72   | 42  | .906 | Stanley Cup-finalist            |
| 2001/02 | New Jersey Devils  | Verenigde Staten | NHL        | 73   | 38  | .906 |                                 |
| 2002/03 | New Jersey Devils  | Verenigde Staten | NHL        | 73   | 41  | .914 | Stanley Cup-winnaar             |
| 2003/04 | New Jersey Devils  | Verenigde Staten | NHL        | 75   | 38  | .917 |                                 |
| 2004/05 | New Jersey Devils  | Verenigde Staten | NHL        | 0    | 0   | 0    | Geen competitie i.v.m. staking. |
| 2005/06 | New Jersey Devils  | Verenigde Staten | NHL        | 73   | 43  | .911 |                                 |
| 2006/07 | New Jersey Devils  | Verenigde Staten | NHL        | 78   | 48  | .922 |                                 |
| 2007/08 | New Jersey Devils  | Verenigde Staten | NHL        | 77   | 44  | .920 |                                 |
| 2008/09 | New Jersey Devils  | Verenigde Staten | NHL        | 31   | 19  | .916 |                                 |
| 2009/10 | New Jersey Devils  | Verenigde Staten | NHL        | 77   | 45  | .916 |                                 |
| 2010/11 | New Jersey Devils  | Verenigde Staten | NHL        | 56   | 23  | .903 |                                 |
| 2011/12 | New Jersey Devils  | Verenigde Staten | NHL        | 59   | 31  | .908 |                                 |
| 2012/13 | New Jersey Devils  | Verenigde Staten | NHL        | 29   | 13  | .901 |                                 |
| 2013/14 | New Jersey Devils  | Verenigde Staten | NHL        | 39   | 19  | .901 |                                 |
| 2014/15 | St. Louis Blues    | Verenigde Staten | NHL        | 7    | 3   | .899 |                                 |

- Gemeinsame Normdatei: 173918360
- International Standard Name Identifier: 0000 0000 7415 7677
- Library of Congress Control Number: n96061946
- Virtual International Authority File: 41108092
- WorldCat: E39PBJpdTthcjDyRP7DX8m9Yyd